# Hoành Sơn, Du Lâm
Hoành Sơn (chữ Hán phồn thể:橫山, chữ Hán giản thể: 横山区, âm Hán Việt: Hoành Sơn khu) là một quận thuộc địa cấp thị Du Lâm, tỉnh Thiểm Tây, Cộng hòa Nhân dân Trung Hoa. Quận này có diện tích 4084 ki-lô-mét vuông, dân số năm 2002 là 320.000 người. Về mặt hành chính, quận được chia thành 10 trấn, 8 hương và 1 nông trường.
- Trấn: Hoành Sơn, Thạch Loan, Điện Thị, Ba La, Hướng Thủy, Đảng Xá, Tháp Loan, Triệu Thạch Bạn, Cao, Vũ.
- Hương: Bạch Giới, Lôi Long Loan, Nam Tháp, Hàn Xá, Thạch Diêu Câu, Ngải Hảo 峁, Ngụy Gia Lâu, Song Thành.
- Nông trường Thạch Mã Oa.